# Каламид
Каламид Старший — греческий ваятель, жил в Афинах в середине V века до н. э., представитель так называемого строгого стиля. Предполагают, что он был уроженцем Беотии.
Исполнял мраморные, бронзовые и хрисоэлефантинные статуи, причём изображал преимущественно богов, женские героические фигуры и коней. Об искусстве Каламида можно судить по дошедшей до нас копии позднейшего времени с исполненной им для Танагры статуи Гермеса, несущего барана (так называемая Криофора; находится в Вильтонгузе, в Англии). Фигура самого бога исполнена в архаическом стиле, со свойственными этому стилю неподвижностью позы и симметричностью расположения членов; но баран, которого несёт Гермес, отличается жизненной непосредственностью изображения.
Каламид упоминается у Плиния как мастер изображения лошадей. Римские поэты Проперций (III, 9, 10) и Овидий (Послания с Понта, IV, 1, 33) тоже говорят о нем как о мастере, прославившемся изображениями коней.
Лукиан (Изображения, 4 и 6) называет стоящую у входа в афинский Акрополь Сосандру Каламида, которая вся с головой закрыта покрывалом с простыми и строгими складками (открыто только лицо, с возвышенной и затаенной улыбкой). В XX веке на афинской Агоре была найдена база с фрагментарной надписью с посвящением Каллия и сигнатурой Каламида. Полагают, что это была первоначальная база статуи Афродиты Каламида, до того как статуя была перенесена с Агоры на Акрополь. Надпись датируется временем между 476 и 456 гг. до н.э.
Скульптор Каламид Младший - предположительно его внук.